# 触穢
触穢（しょくえ、そくえ）とは、神道上において不浄とされる穢に接触して汚染されること。
後に陰陽道などとも結びついて、中世日本の触穢思想（しょくえしそう、そくえしそう）へと発展していくことになった。
神道においては人間・動物の死と出産、女性の生理は「三不浄」として忌避され、また、血の流出や神道における国津罪に相当する病気にかかる事も穢であると考えられてきた。
そこで、これに関連した穢物（死体・血液など）・穢者（既触穢者・病人・非人など）に直接接触する事は勿論、垣根や壁などで囲まれた同一の一定空間内に穢物・穢者とともにいただけでも場合によっては汚染されると考えられていた（特に同じ火にあたる事、同席する事、飲食をともにする事は直接接触する事に近い行為とされた）。また、女性という性別そのものが対象になると誤解されることがあるが、古代より巫女を設けてきた神道にそのような考え方はない。
感染された人は一定の期日を経るか、祓を受けるまでは神社への参拝や神事への参加、公家の場合には参内を控える事が求められてきた。『延喜式』においては、人の死穢30日、産穢7日、六畜の死穢5日、産穢3日の謹慎が定められていた。
律令制が衰退すると、触穢は衰退するどころか陰陽道と結びついて迷信として社会に定着して、触穢思想として発展することになる。
こうした考え方は近世以後には衰微していったとする見方が多い。